# John Basilone
John Basilone (4 de noviembre de 1916 - 19 de febrero de 1945) fue un militar estadounidense, sirvió en el  Ejército de los Estados Unidos y en el Cuerpo de Marines de los Estados Unidos, y se le concedió la Medalla de Honor por sus acciones en la batalla de Guadalcanal durante la Segunda Guerra Mundial. Es el único marine de la Segunda Guerra Mundial que recibió las dos condecoraciones militares norteamericanas más altas, la Medalla de Honor y la Cruz de la Armada, además del Corazón Púrpura.
Antes de unirse a los Marines en 1940, Basilone sirvió tres años en el Ejército estando destinado en Filipinas. Tras el entrenamiento, Basilone estuvo destinado en la Bahía de Guantánamo, Cuba, las Islas Salomón y, finalmente, en Guadalcanal, donde sus actos contribuyeron en gran medida a contener el ataque de 3000 soldados japoneses después de que su unidad de 15 miembros se redujera a dos.
Murió en acción el primer día de la batalla de Iwo Jima por un disparo en el pecho, tras lo cual le fue concedida a título póstumo la Cruz de la Armada. Convertido en héroe por la propaganda militar de la época, tras su muerte pasó a ser una leyenda que ha recibido múltiples honores incluyendo el poner su nombre a algunas calles, instalaciones militares e incluso un destructor de la Armada de los Estados Unidos, el USS Basilone (DD-824).
Está enterrado en el Cementerio Nacional de Arlington, en la sección 12, tumba 384.

## Vida
Basilone nació el 4 de noviembre de 1916 en Buffalo, Nueva York, siendo el sexto de diez hijos. Su padre, Salvatore Basilone, emigró de Colle Sannita, en la región italiana de la Campania, en 1903 y se estableció en Raritan, Nueva Jersey. Su madre, Dora Bengivenga, nació en 1889 y creció en Manville, pero los padres de ella, Carlo y Catrina, también provenían de Nápoles. Dora y Salvatore, los padres de Basilone, se conocieron en una reunión de la iglesia y se casaron tres años más tarde.
Basilone creció en el cercano distrito municipal de Raritan en Nueva Jersey, donde asistió a la Escuela Parroquial San Bernardo. Después de terminar la escuela primaria, a la edad de quince años dejó la escuela secundaria.

## Servicio militar
Basilone trabajó como caddie de golf para el club de campo local antes de unirse al Ejército de los Estados Unidos. Se alistó en el mismo y terminó el periodo de tres años con el servicio en las Filipinas, donde fue campeón de boxeo.

### Cuerpo de Marines
Al regresar a su país, trabajó como camionero en Reisterstown, Maryland. Después de conducir camiones durante unos meses, decidió volver a Manila donde creía que podría ascender más rápidamente en el escalafón militar como marine que en el Ejército.
Así, en julio de 1940 se alistó en el Cuerpo de Marines de los Estados Unidos en Baltimore, Maryland, para pasar a recibir la instrucción en el Marine Corps Recruit Depot Parris Island en Port Royal. Continuó su adiestramiento con la formación en la Escuela Básica (TBS) de la Base del Cuerpo de Marines de Quantico, Virginia y en la Estación Aérea de New River en Carolina del Norte (Marine Corps Air Station New River).

Fue enviado a la Bahía de Guantánamo, Cuba y posteriormente a Guadalcanal en las Islas Salomón, como miembro del 1.er Batallón, 7.º Regimiento, de la 1.ª División de Marines.

### Guadalcanal

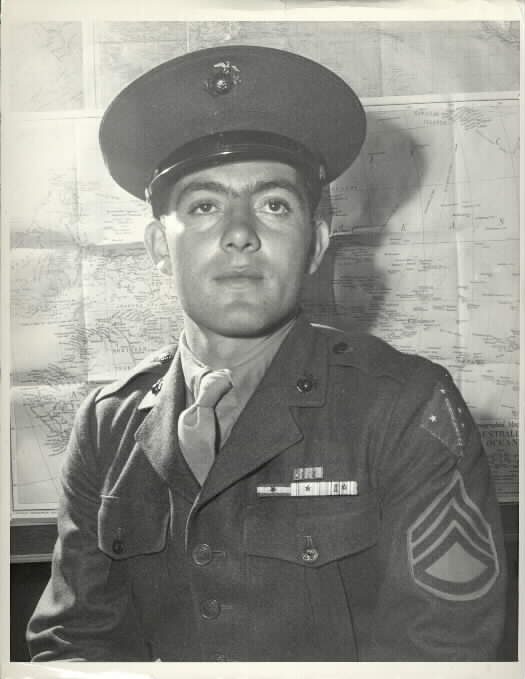
Basilone con el uniforme de los Marines y con el rango de Staff sergeant.

En Guadalcanal, fue apodado por sus compañeros como Manila John debido a su servicio anterior en las Filipinas y lo mucho que hablaba de ello. Quedó asignado a la zona denominada Área de Lunga o Lunga Point, perímetro que contenía el aeródromo Henderson, con la Compaña Dog del 1.er Batallón, 7.º Regimiento del teniente coronel Chesty Puller.

#### Batalla del Campo Henderson

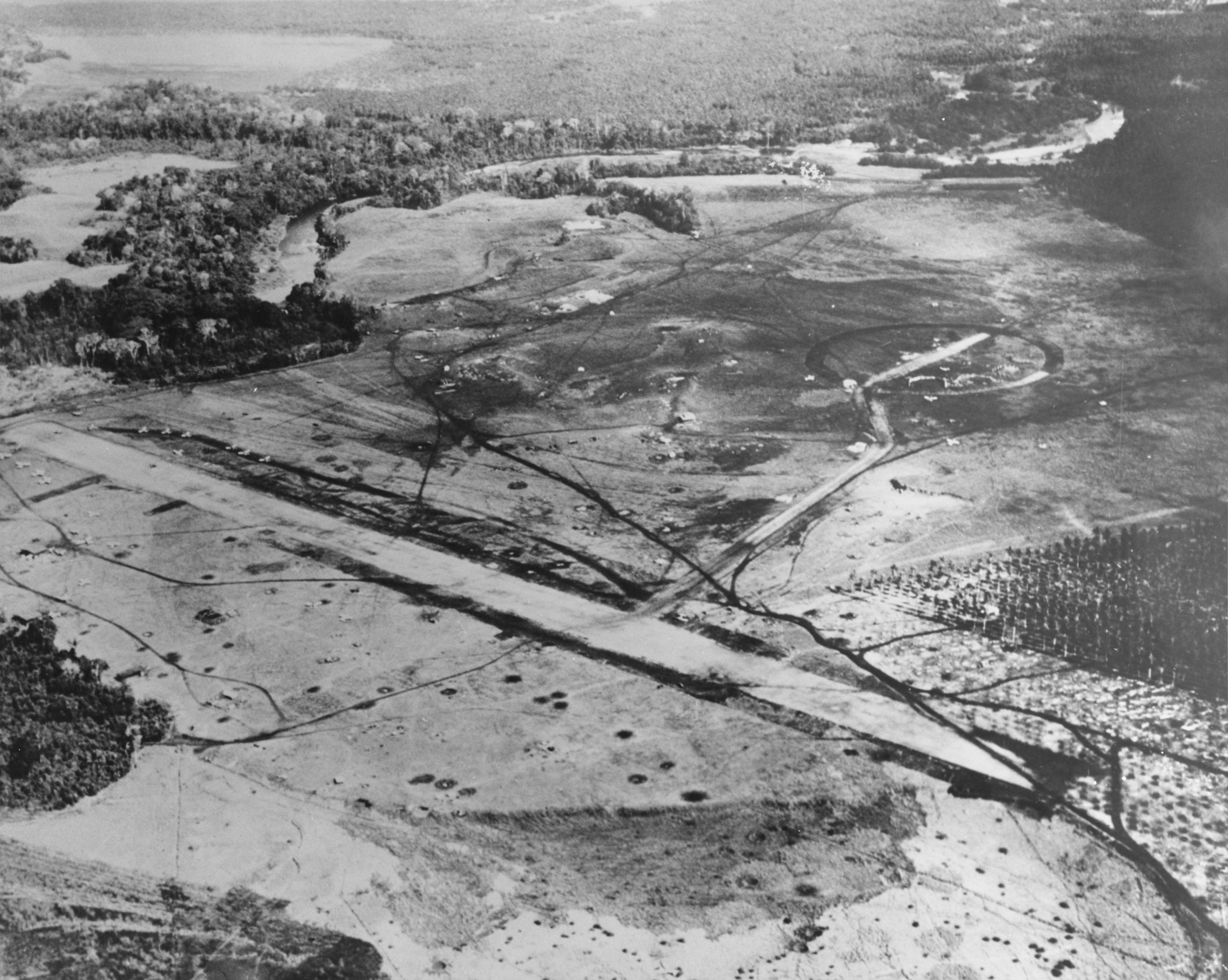
Aeródromo Henderson, Guadalcanal, a finales de agosto de 1942.

Durante la Batalla del Campo Henderson, la unidad de Basilone se encontraba acosada por un regimiento de unos 3000 soldados de la 2.ª División (Sendai) japonesa del general Maruyata, a orillas del río Lunga.
La cita de la Medalla de Honor del Congreso que recibiría posteriormente Basilone, describen sus actos en esta batalla en los siguientes términos, adaptados en favor de la narrativa:
«El 24 de octubre las fuerzas japonesas iniciaron un ataque frontal con ametralladoras, granadas y morteros contra las posiciones de las ametralladoras pesadas estadounidenses, que estaban a su vez fortificadas con alambradas de espino y obstáculos.»
Basilone mandaba dos secciones de ametralladoras que lucharon durante los dos días siguientes hasta que solo él y otros dos hombres más quedaban en condiciones de entablar combate. En estas condiciones, Basilone movió una ametralladora adicional a la posición, consiguiendo mantener un fuego continuo sobre las fuerzas atacantes japonesas que intentaban avanzar infructuosamente, si bien las defensas de alambradas y obstáculos puestas por los marines ayudaban a tal objetivo. Además, tuvo que reparar y montar otra ametralladora más que él mismo manejó, logrando así mantener la línea defensiva hasta que llegaron los refuerzos.
Dado el desgaste de la lucha continua, en un determinado momento las municiones alcanzaron un nivel críticamente bajo agravado por el corte de la línea de suministros. Ante este nuevo inconveniente, Basilone, con gran riesgo para su vida, mantuvo el abastecimiento cruzando las líneas enemigas y regresando con las municiones que necesitaban con urgencia sus artilleros.
Las bajas japonesas producidas por la defensa de la posición de Basilone fueron enormes; un ejemplo fue el de la madrugada del 25 de octubre, cuando alrededor de las 01:15 horas, la 9.ª Compañía del 3.er Batallón del general Nasu cargó contra la Compañía C en la que se encontraba Basilone. En cuestión de 5 minutos, una sección de ametralladoras pesadas dirigidas por él mataron a prácticamente todos los componentes de la 9.ª compañía.
Al final de la batalla, el regimiento japonés de la División Sendai había sido aniquilado casi por completo, quedando constatado el gran aporte de la defensa de Basilone.
Posteriormente, el soldado de primera clase Nash W. Phillips, de Fayetteville (Carolina del Norte), recordó en la batalla de Guadalcanal:

Basilone disparó una ametralladora en el frente durante tres días y tres noches sin dormir, descansar, o alimentarse. Estaba en una buena posición, y causó muchos problemas a las tropas japonesas no sólo al disparar su ametralladora, sino también con su pistola.
Nash W. Phillips

#### Medalla de Honor

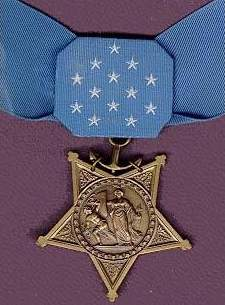
Medalla de Honor en la actualidad.

Por sus actos anteriormente descritos en la Campaña de Guadalcanal, se le concedió la más alta condecoración de las Fuerzas Armadas de Estados Unidos, la Medalla de Honor, con la siguiente citación:

Por su extraordinario heroísmo y conspicua valentía en acción contra las fuerzas enemigas japonesas, superando con creces el deber, durante su servicio en el 1.er Batallón, 7.º Regimiento de Infantería de Marina, 1.ª División de Infantería de Marina, en el área de Lunga, Guadalcanal, Islas Salomón, los días 24 y 25 de octubre de 1942. Mientras el enemigo atacaba con fiereza las posiciones defensivas de los infantes de marina, el Sargento Basilone, a cargo de dos secciones de ametralladoras pesadas, luchó valientemente para contener el feroz y decidido asalto. En un feroz ataque frontal, con los japoneses bombardeando sus cañones con granadas y fuego de mortero, una de las secciones del Sargento Basilone, con sus artilleros, quedó fuera de combate, dejando solo dos hombres capaces de continuar. Tras colocar un cañón adicional en posición, lo puso en acción y, bajo fuego continuo, reparó otro y lo dotó personalmente, manteniendo valientemente su posición hasta la llegada de los reemplazos. Poco después, con la munición en un nivel crítico y las líneas de suministro cortadas, el sargento Basilone, arriesgando su vida y ante el continuo ataque enemigo, se abrió paso a través de las líneas hostiles con munición urgentemente necesaria para sus artilleros, contribuyendo así en gran medida a la virtual aniquilación de un regimiento japonés. Su gran valor personal y su valiente iniciativa estuvieron en consonancia con las más altas tradiciones del Servicio Naval de los Estados Unidos.
Franklin D. Roosevelt
Presidente de los Estados Unidos, copia de la citación

Tras recibir la condecoración, Basilone se mostró humilde -actitud que nunca abandonó pese a la fama derivada de dicho galardón- dedicando las siguientes palabras a sus compañeros aún en el teatro:

Solo parte de esta medalla me pertenece. Otras partes de la misma corresponden a los muchachos que todavía están en Guadalcanal. Fue un infierno allí abajo.
John Basilone (traducción)

Otra muestra más de la humildad, y quizá cierto grado de incomodidad ante el peso de la fama, de este sargento de ascendencia italiana, era el deseo que comunicaba continuamente de haber preferido «ser sólo un "soldado normal" al igual que sus compañeros que aún estaban en el Pacífico».

### Tour de Bonos de Guerra y el matrimonio

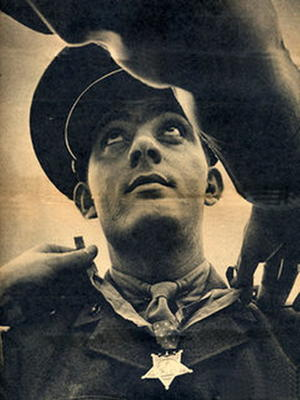
John Basilone recibiendo la Medalla de Honor del Congreso en 1943.

Pasado este episodio y durante el descanso que la 1.ª División tuvo en Melbourne, Australia, John Basilone fue requerido para la gira de recaudación de fondos para la guerra del ejército, vendiendo bonos de guerra en Estados Unidos durante 1943.
Su llegada fue todo un acontecimiento muy difundido por la prensa y radio norteamericanas. En su ciudad natal, realizaron un desfile en su honor para celebrar su vuelta a casa, el domingo 19 de septiembre de 1943 y atrajo a miles de personas, incluyendo a políticos, celebridades y la prensa nacional. El desfile fue noticia nacional en la revista Life y Fox Movietone Noticias. Después del desfile, inició una gira que recorrió el país recaudando fondos para la guerra, lo que aumentó más su fama.
A pesar de que aceptaba la fama y era consciente de su nueva tarea, se sentía fuera de lugar y pidió su reincorporación al servicio activo en combate. La Infantería de Marina rechazó su solicitud y le dijo que era más necesario en el frente interno. Se le ofreció una comisión, pero él la rechazó y posteriormente se le ofreció una misión como instructor, pero se negó también.
Pidió de nuevo volver a la guerra y esta vez la solicitud fue aprobada. Se le destinó a Camp Pendleton, California, para su instrucción el 27 de diciembre de 1943. En Camp Pendleton, conoció a su futura esposa, Lena Mae Riggi, una sargento del United States Marine Corps Women's Reserve. Se casaron en la iglesia de St. Mary's Star of the Sea en Oceanside el 10 de julio de 1944, con una recepción en el Hotel Carlsbad. La feliz pareja paso su luna de miel en la granja de sus padres en Portland. Al poco tiempo John Basilone pidió la vuelta a los combates en el teatro del Pacífico.

### Iwo Jima
Basilone regresó de forma voluntaria al teatro del Pacífico en 1945, comandando, una vez más, un equipo de asalto de ametralladoras pesadas a cargo de jóvenes e inexpertos marines en la Compañía Charlie, 1.er Batallón, 27.º Regimiento de la 5.ª División de Marines.
En Iwo Jima, Basilone sacó a sus asustados soldados de las playas para llevarlos hasta los objetivos fijados en el aeródromo Motoyama, donde, una vez más, sus actos en la batalla destacaron por su valentía al destruir él solo una casamata japonesa bajo fuego intenso de bombardeo; y acabar muriendo poco después justo frente a ellos de un tiro en el pecho.
Basilone murió el 19 de febrero de 1945 en el primer día de la batalla de Iwo Jima. Llevaba en la isla dos horas.
Irónicamente quizá, hizo realidad el ansiado deseo de ser un "marine normal", al igual que tantos otros de sus compañeros que murieron aquel día en Iwo jima, en el Pacífico.
Tras su muerte, el sargento de artillería John Basilone recibió a título póstumo la Cruz de la Armada y el Corazón Púrpura.

## Cultura popular
Parte de la vida de John Basilone, en concreto su servicio en el Cuerpo de Marines de los Estados Unidos durante la Segunda Guerra Mundial, es relatada en la serie de la HBO The Pacific (2010), representado por el actor Jon Seda.